# Jay Bothroyd
Jay Bothroyd (Londra, 7 maggio 1982) è un ex calciatore inglese, di ruolo attaccante.

## Caratteristiche tecniche
Di ruolo attaccante, è soprannominato The Snake per la capacità di liberarsi agilmente del diretto marcatore e battere a rete.

## Carriera

### Club
Inizialmente cresce nelle giovanili dell'Arsenal; a 18 anni viene venduto al Coventry City, dopo aver gettato la sua maglia contro la panchina per una sostituzione non gradita nella finale della Youth Cup del 2000 contro il West Ham Utd. Nei tre anni in cui gioca per il club azzurro, segna 17 reti in totale, nonostante il limitato impatto nella sua prima stagione da professionista.
Si dimostra un giocatore di talento considerevole, ma spesso con poche motivazioni e poco temperamento. Segna il suo primo gol il 24 agosto 2001, in una sconfitta con il Bradford City; nel campionato 2002-2003 diventa poi il miglior marcatore della squadra con 11 centri. Queste prestazioni attirano l'interesse del Perugia: complice i problemi economici degli Sky Blues, a fine stagione Bothroyd non rinnova il contratto col club e, alla scadenza, si trasferisce in Italia.
Dopo un avvio molto promettente in biancorosso, culminato con la vittoria estiva in Coppa Intertoto UEFA a cui l'attaccante contribuisce con 2 reti – all'Allianssi e, nella finale di andata, al Wolfsburg –, nel prosieguo della stagione non riesce tuttavia a sfondare con la maglia dei Grifoni, realizzando solo 5 gol in Serie A. L'annata successiva viene quindi mandato in prestito al Blackburn dove, dopo essere stato espulso contro il Norwich City per una violenta entrata ai danni di Mattias Jonson, non riesce a conquistare un posto da titolare, ritornando in Umbria alla fine della stagione.

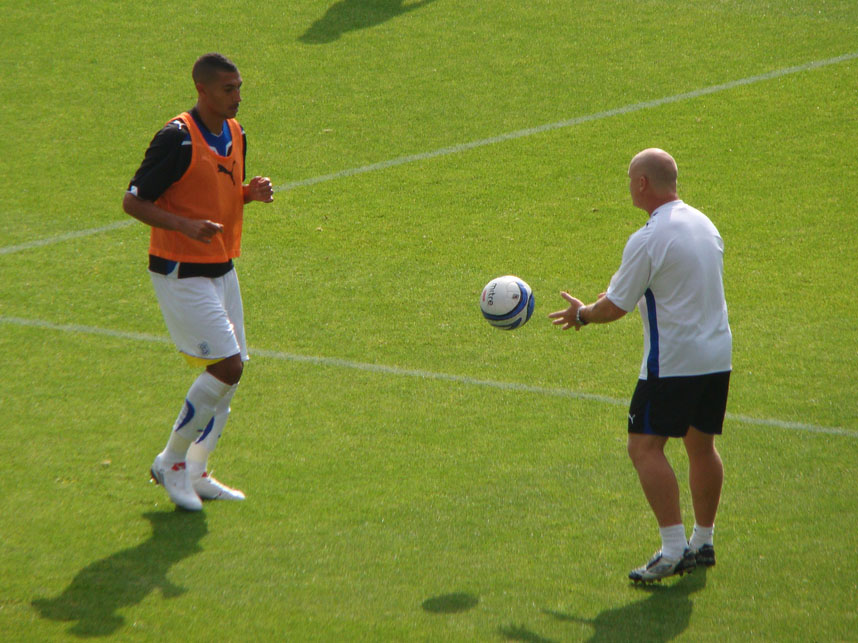
Bothroyd in allenamento nel 2009

Firma quindi per il Charlton il 31 agosto 2005, lasciato andare da un Perugia preda di problemi finanziari. Anche la squadra londinese lo lascia partire dopo una sola stagione e, dopo un periodo in prova gratuito al Crystal Palace, viene acquistato dal Wolverhampton il 26 luglio 2006. Inizia la stagione positivamente, con 3 gol nelle prime sei partite ma, dopo questo exploit iniziale, il numero di reti diminuisce e a dicembre subisce anche un infortunio che lo blocca fino a febbraio; tornato in squadra, gioca pochi e anonimi spezzoni di gara fino al termine del campionato. Nell'annata successiva siede spesso in panchina, ma gli viene data l'opportunità di giocare titolare in qualche gara, nelle quali segna una rete nella vittoria contro la sua vecchia squadra del Charlton, e nel pareggio contro il Bristol City. Successivamente gioca 8 gare da titolare nel periodo natalizio, senza tuttavia realizzare alcuna rete.
A questo punto gli Wolves mettono sotto contratto Sylvan Ebanks-Blake e acquisiscono anche lo scozzese Kevin Kyle in prestito a gennaio; Bothroyd si ritrova così fuori dalla prima squadra. Per poter giocare si trasferisce quindi allo Stoke City, per un prestito mensile che poi si protrae sino al termine del campionato che finisce con la promozione nella Premier League. Alla fine della stagione, dopo aver giocato solo quattro gare nel periodo in prestito, torna nel suo club di appartenenza che lo rimette sul mercato.
Il 6 agosto 2008 viene acquistato dal Cardiff City, squadra militante in Championship. Firma il suo primo gol con la maglia dei gallesi il 30 settembre, contro gli ex del Coventry, in una partita vinta per 2-1, terminando poi la sua prima stagione con 12 reti realizzate. L'anno seguente timbra invece 11 reti, bottino che consente ai Bluebirds di raggiungere i play-off per la promozione in Premier League, poi persi. La stagione seguente è la più prolifica in carriera per Bothroyd, che va a segno 18 volte in campionato e porta ancora una volta la squadra gallese a giocarsi i play-off, nuovamente persi. Il 23 maggio 2011 la punta lascia il Cardiff City, dopo non essere riuscito a trovare l'accordo per un nuovo contratto.
Il 13 luglio 2011 firma con il neopromosso QPR, tornato nella massima categoria inglese dopo anni di serie minori. Nonostante il buon minutaggio coi londinesi, non riesce a ripetersi sottoporta, con uno score stagionale fermo a 2 gol in campionato. L'annata successiva torna in Championship, ceduto in prestito allo Sheffield Weds neopromosso dalla Football League One, dove conclude il torneo con 1 sola rete siglata. Ritornato alla casa madre, gioca con le Hoops uno scampolo di stagione fino al 7 gennaio 2014, quando si trasferisce in Thailandia firmando con il Muangthong Utd. Lì rimane fino al febbraio 2015, mese in cui si trasferisce in Giappone al Jubilo Iwata.

### Nazionale
Dopo aver disputato una partita con l'Inghilterra under 21 nel 2001, segnando anche 1 gol, debutta in nazionale maggiore il 17 novembre 2010 nell'amichevole contro la Francia, subentrando al 72' ad Andy Carroll. Così è diventato il primo giocatore nella storia del Cardiff City a giocare per la Nazionale dei tre leoni.

## Statistiche

### Cronologia presenze e reti in nazionale
| Cronologia completa delle presenze e delle reti in nazionale ― Inghilterra | Cronologia completa delle presenze e delle reti in nazionale ― Inghilterra | Cronologia completa delle presenze e delle reti in nazionale ― Inghilterra | Cronologia completa delle presenze e delle reti in nazionale ― Inghilterra | Cronologia completa delle presenze e delle reti in nazionale ― Inghilterra | Cronologia completa delle presenze e delle reti in nazionale ― Inghilterra | Cronologia completa delle presenze e delle reti in nazionale ― Inghilterra | Cronologia completa delle presenze e delle reti in nazionale ― Inghilterra |
| Data                                                                       | Città                                                                      | In casa                                                                    | Risultato                                                                  | Ospiti                                                                     | Competizione                                                               | Reti                                                                       | Note                                                                       |
| -------------------------------------------------------------------------- | -------------------------------------------------------------------------- | -------------------------------------------------------------------------- | -------------------------------------------------------------------------- | -------------------------------------------------------------------------- | -------------------------------------------------------------------------- | -------------------------------------------------------------------------- | -------------------------------------------------------------------------- |
| 17-11-2010                                                                 | Londra                                                                     | Inghilterra                                                                | 1 – 2                                                                      | Francia                                                                    | Amichevole                                                                 | -                                                                          | 72’                                                                        |
| Totale                                                                     |                                                                            | Presenze                                                                   | 1                                                                          |                                                                            | Reti                                                                       | 0                                                                          |                                                                            |

## Palmarès

### Club

#### Competizioni giovanili
- FA Youth Cup: 1

Arsenal: 1999-2000

#### Competizioni internazionali
- Coppa Intertoto UEFA: 1

Perugia: 2003